# Roodvleugelbladspeurder
De roodvleugelbladspeurder (Dendroma erythroptera synoniem: Philydor erythropterum) is een zangvogel uit de familie ovenvogels (Furnariidae).

## Verspreiding en leefgebied
Deze soort komt voor in het Amazonegebied en telt twee ondersoorten:
- D. e. erythroptera: van zuidelijk Venezuela via het westelijk Amazonebekken tot noordoostelijk Bolivia.
- D. e. diluviale: het oostelijke deel van centraal Brazilië.

## Status
De grootte van de populatie is niet gekwantificeerd maar de soort wordt omschreven als vrij algemeen. Op de Rode lijst van de IUCN heeft deze soort de status niet bedreigd.